# Zlatopramen

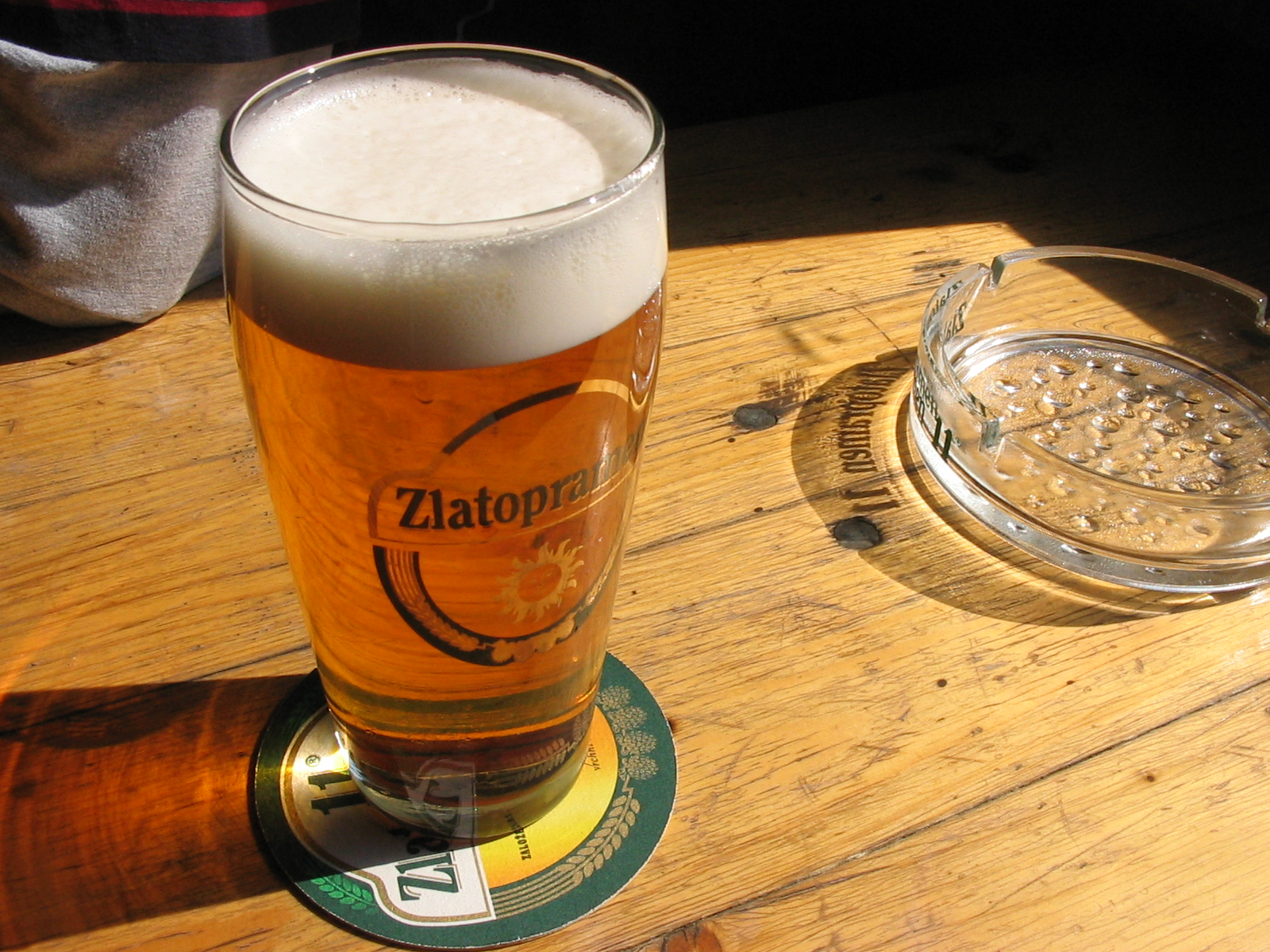

Zlatopramen é uma marca de cerveja produzida na República Tcheca pela empresa Krásné Březno. A cervejaria foi fundada no ano 1867, embora a cerveja já existisse desde 1642. Desde o ano 1900 a cerveja começou a ser exportada para vários países fora do continente europeu. O nome Zlatopramen foi oficialmente adotado nas comemorações do centenário da empresa, no ano 1967.
Uma licença foi adquirida pela cervejaria russa Efes para produzir e vender a cerveja Zlatopramen na Rússia.

## Marcas
- 11° lager claro (4,9 % Vol.)
- 11° lager escuro (4,9 % Vol.)
- 12° lager claro (5,3 % Vol.)
- Zlatopramen nealko (até 0,49 % Vol.)

## Origem
Originalmente a Zlatopramen era produzida pela Aussiger Bier, mas após a Segunda Guerra Mundial a fábrica foi nacionalizada. Posteriormente, a marca foi usada pela cervejaria Severočeské.